# Wortel-Kolonie

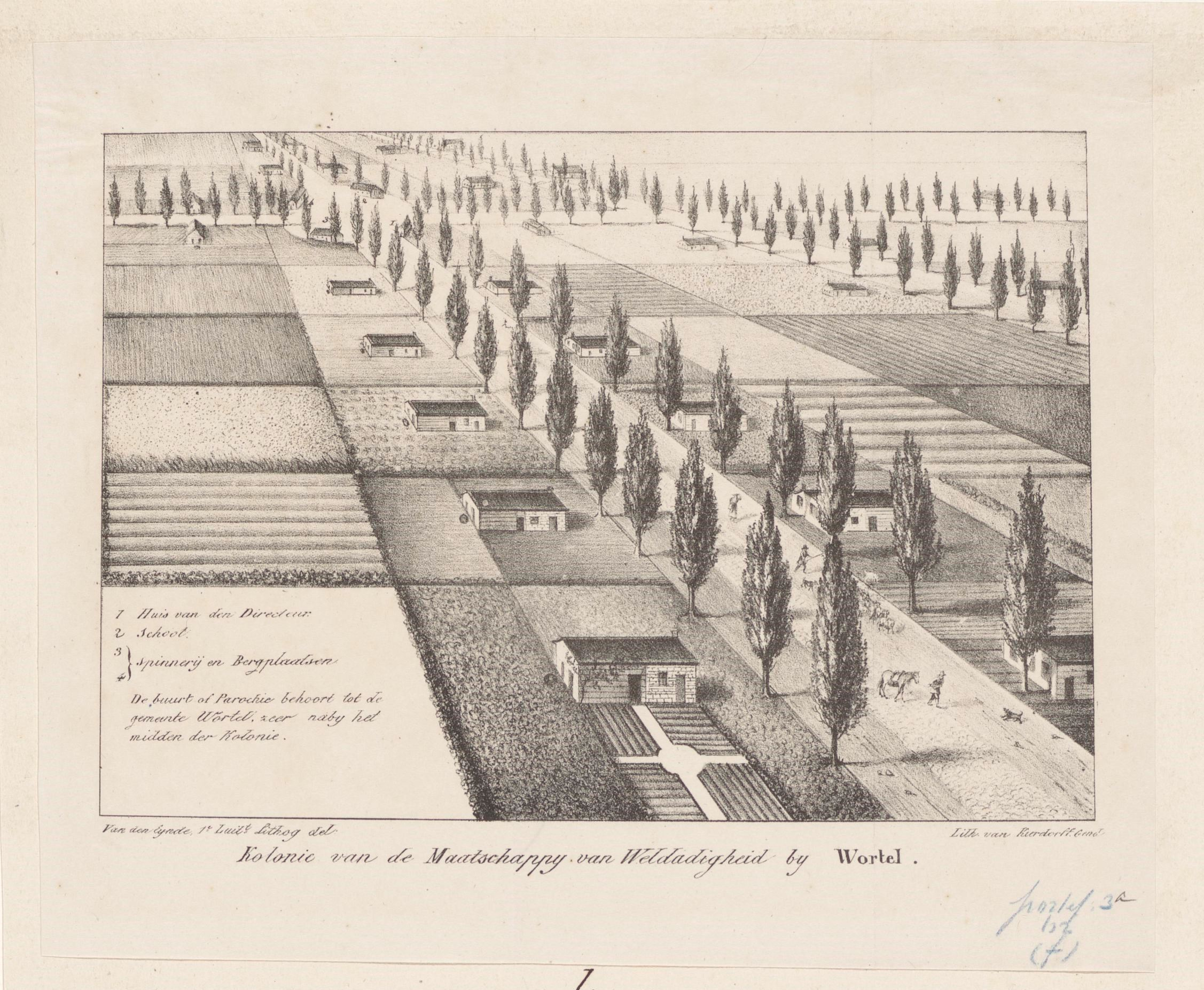
Plattegrond Wortel-Kolonie

In 1822 werd door Johannes van den Bosch en zijn Maatschappij van Weldadigheid de vijfde kolonie van weldadigheid gesticht in de nu Belgische deelgemeente Wortel (gemeente Hoogstraten) die toen als dorp deel uitmaakte van het Verenigd Koninkrijk der Nederlanden. Sinds 2021 staat Wortel-Kolonie op de Unesco-Werelderfgoedlijst, niet als monument maar als cultureel landschap.

## Begrip kolonie
Onder een kolonie verstaan we meestal een land dat bezet wordt door een ander land. Belgisch-Congo was zo een overzeese kolonie van België. Deze definitie gaat hier niet helemaal op omdat Wortel-Kolonie een binnenlandse aangelegenheid was. In oorsprong was Colonia een Romeinse term voor een volksplanting of nederzetting in het Romeinse Rijk. De Nederlandse man die de 'inlandse' kolonie gesticht heeft, was wel vertrouwd met het gegeven van een kolonie. Hij had jaren lang in Nederlands-Indië gewerkt.

## Geschiedenis

### Johannes van den Bosch

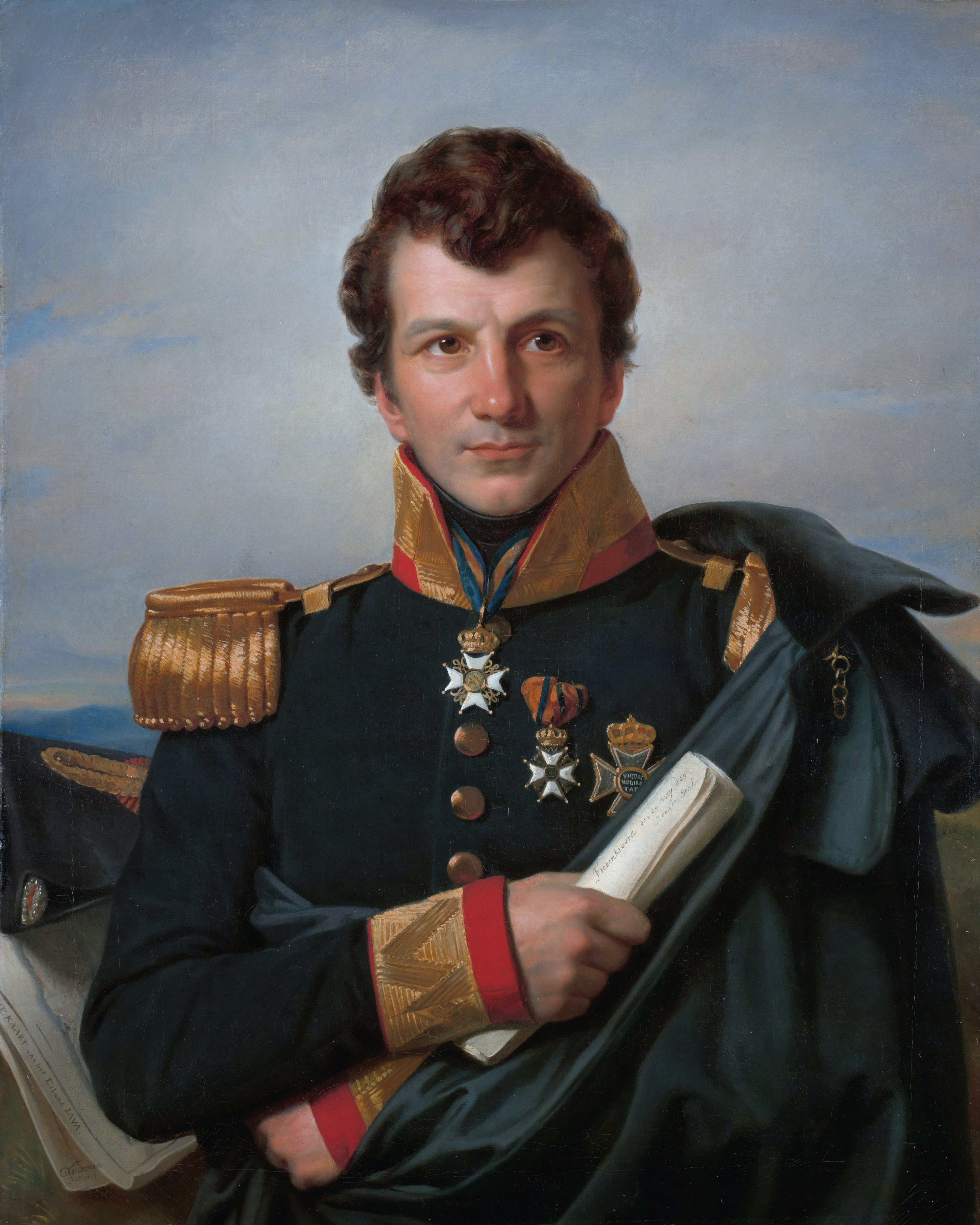
Johannes van den Bosch

Officier Johannes van den Bosch was gelegerd in de Nederlandse kolonie Nederlands-Indië. Hij wilde terug naar Nederland komen in 1810, maar kwam door een speling van het lot in Engeland terecht. Daar voegde hij zich samen met Willem, prins van Oranje. In de strijd om Nederland terug te winnen van de Franse bezetting, vocht hij in Naarden. De vele veldslagen op Europese bodem met man-tegen-mangevechten had de maatschappij opgescheept met vele doden, oorlogsinvaliden en een verpauperde bevolking. In 1818 kreeg Johannes van den Bosch toestemming om dit probleem structureel aan te pakken. Hij richtte de Maatschappij van Weldadigheid op om arme mensen uit de steden op te vangen en moderne technieken te leren. In eerste instantie werd een vrije kolonie gesticht, maar latere versies waren ook onvrije kolonies waar mensen terecht kwamen die door de Raad van Tucht waren veroordeeld. Vanaf 1822 werden ook de bedelaars in het project betrokken.

### Bedelaarsgesticht van Hoogstraten (1810)

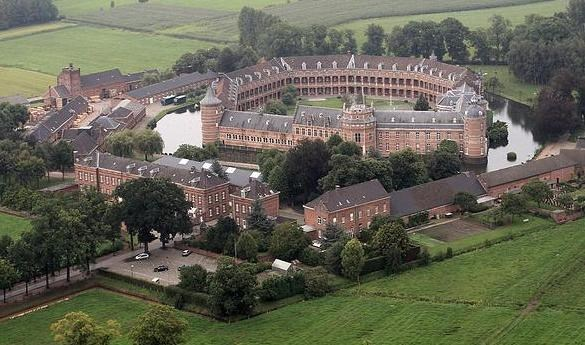
Kasteel van Hoogstraten met achteraan duidelijk zicht op de cellen die in de Franse periode voor de soldaten gebouwd werden. In 1810 werden ze gebruikt voor de bedelaars in Het Land van de Twee Neten.

In 1794 hadden de Fransen het kasteel van Hoogstraten ingenomen dat eerder ontvlucht was door hertog Konstantijn van Salm-Salm. In 1796 werd het officieel geannexeerd. In 1810 werd het ingericht als bedelaarsgesticht. Het beslag op de goederen van de hertog werd bij de bevrijding van de Fransen in 1815 opgeheven. De hertog kreeg zijn bezittingen terug, met uitzondering van hetgeen voor algemeen nut gebruikt werd. Het kasteel bleef dus in overheidshanden. De vele gronden en pachtboerderijen kreeg de hertog wel terug. De hertog kon hier niet mee akkoord gaan en trok dit besluit voor de rechtbank, maar dit proces werd door hem verloren. Wel werd door de rechtbank bevestigd dat de aangeslagen goederen voor altijd voor het algemeen nut moeten dienen. Van bedelaarsgesticht werd het in 1880 een landbouwkolonie en in 1931 werd het een open gevangenis met een opleidingscentrum.

### Ontstaan Wortel-Kolonie (1822)
Nadat Johannes van den Bosch in Drenthe zijn kolonies had opgezet, kreeg hij de opdracht hetzelfde te doen in de Zuidelijke Nederlanden. Het bedelaarsgesticht in Hoogstraten maakte reeds gebruik van gezonde bedelaars om de gronden rond het kasteel te bewerken. Meestal werden bedelaars opgepakt die sterk verzwakt en ziek waren, maar Hoogstraten had van de acht bedelaarsgestichten die er toen waren, de gezondste populatie. Mogelijk werd hierbij de plaatsing reeds rekening mee gehouden. Wortel-Kolonie was echter geen afscheuring van het bedelaarsgesticht van Hoogstraten. Eerder was dit een vertrekpunt en een opportuniteit. Door het proces van de hertog tegen de staat, werd het onwaarschijnlijk dat de hertog nog terug naar Hoogstraten zou komen. De gronden van de hertog in het naburige Wortel werden gebruikt, samen met de gemene gronden van Wortel. Het totaal kwam neer op 516 hectare dat gebruikt kon worden voor het project. De gemeente daar was echter niet enthousiast over. Het plan van Johannes werd pas na dwang door een koninklijk besluit goedgekeurd.
De kolonie begon in mei 1822 met de bouw van 25 houten boerderijen. Er werden kolonisten van Hoogstraten opgevorderd om de ontginningswerken uit te voeren. Er werden wegen aangelegd, ondiepten aangevuld en grachten gegraven. 245 bunder van de in totaal 532 bunder werden verdeeld in 70 percelen. Er werd begonnen met de ontginning van een derde van de toegewezen grond van de 25 boerderijen (1/3de van 3,5 bunder). De grond werd meer dan een halve el omgespit, de heide werd verbrand tot as. Men had een kudde van een 400 tal schapen waarvan de mest gemengd werd met paardenmest, ongebluste kalk en de as van de heide. Met deze mest, 25 000 pond, kon men 45 bunder van de 24 kleine hoeven bewerken. Te rekenen vanaf 15 oktober, zullen tot 180 personen, verdeeld over 24 huisgezinnen, in de vrije kolonie worden toegelaten. Wanneer de ontginning voldoende doorgevoerd is, zal per huisgezin een jaarlijkse huur van 50 gulden worden betaald. Er zal aan elk gezin een koe worden gegeven, en na enige tijd, een tweede, en enkele schapen. De kolonisten zullen bij aankomst huisraad, bouwgereedschappen en kleren krijgen, doch dit zijn voorschotten die zij dienen terug te betalen. Het bedelaarshuis van Hoogstraten zal honderd extra sterke en gezonde bedelaars krijgen zodat zij voor de ontginning gebruikt kunnen worden.
Op 28 oktober 1822 bracht Z.K.H. prins Frederik der Nederlanden een bezoek aan de kolonie te Wortel. Hij was uiterst voldaan over de werkzaamheden die kapitein Benjamin Van den Bosch, de jongere broer van de generaal Johannes Van den Bosch, en gouverneur van de provincie Antwerpen, Leonard du Bus de Gisignies, onder wiens bevoegdheid het bedelaarsgesticht te Hoogstraten viel.
Op het hoogtepunt van het project rond 1825-1828 waren er 125 boerderijen met tussen de vijfhonderd en zeshonderd kolonisten. In het midden waren vier hoofdgebouwen, gebouwd in 1825. De kolonie was intern ingedeeld in een Vrije Kolonie I waarop de eerste huisjes kwamen, een Vrije Kolonie II en een Onvrije Kolonie III. Het enthousiasme van de steden was zo groot, dat het derde onvrije gedeelte bij aanvang al te klein zou zijn. Het is er daarom niet gekomen. De Maatschappij trad in 1823 in onderhandeling met de regering om het vestigen van een onvrije kolonie of strafkolonie te Merksplas-Kolonie.

### Belgische Revolutie (1830)
Het idee was om hetzelfde te doen als bij de koloniën in de noordelijke Nederlanden. Armoede zou moeten worden aangepakt door armen uit de stad naar de koloniën te sturen en hen daar, door het geven van een boerderijtje, echte boeren te maken. De stedelingen zelf voelden daar echter vaak weinig voor en door de slechte grond in Wortel en het gebrek aan begeleiding wilde de kolonie niet echt vlotten. Bovendien vond er in 1830 de Belgische Revolutie plaats. Hierdoor ontstond er een leegloop van de kolonie. Er bleef maar een klein deel van de kolonisten wonen. In 1831, onder gouverneur Charles Rogier, telde men 564 vrije kolonisten in Wortel, 437 onvrije in Merksplas, en 224 in het Bedelaarsgesticht in Hoogstraten onder directeur L. Bausart.In 1832 telt men nog 272 vrije kolonisten. Dit aantal daalde tot 244 in 1836. Omdat het een sociaal project was dat sterk onder invloed van het Nederlands koningshuis stond, met prins Frederik als beschermheer, was er weinig animo van het nieuw Belgisch Bewind om daar veel tijd en energie in te steken. De schulden liepen jaar na jaar op. Door de halvering van het aantal mensen, verloor men ook de middelen om het project tot een succes te laten uitgroeien.

### Einde Weldadigheidskolonie Wortel (1840-1842)

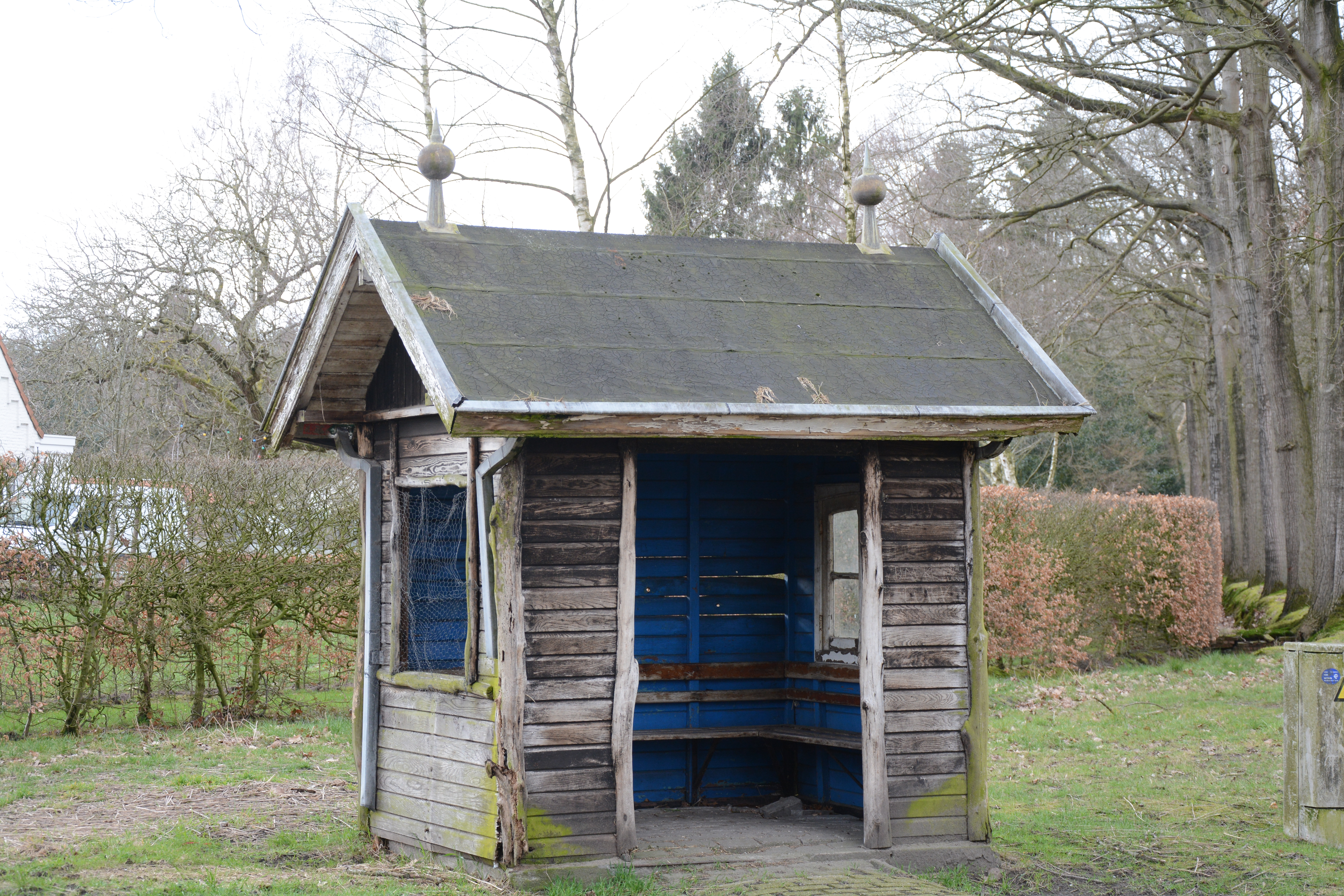
Wachthuisje in Wortel-kolonie

De teruggang in financiën vanaf het jaar 1830 bracht de Maatschappij in een precaire positie, waarin zij niet langer in staat was haar schuldeisers volledig te voldoen. Ironisch genoeg behoorde koning Willem I tot deze schuldeisers, met een uitgeleend bedrag van 169.312 Belgische frank (de oorspronkelijke bedragen waren in florijnen, maar zijn in deze tekst verrekend naar frank). Reeds op 1 juli 1832 wees de balans uit dat de Maatschappij een schuld van 536.197 Belgische frank meer had dan dat haar bezittingen bij verkoop zouden opbrengen. Bovendien was door inflatie de kost van de kolonisten doorheen de jaren hoger geworden dan aanvankelijk berekend in het contract. Een eerder gesloten contract in 1823 tussen de overheid en de Maatschappij stipuleerde dat de staat het recht had om jaarlijks 1.000 bedelaars naar de kolonies te zenden. In ruil hiervoor was de overheid verplicht gedurende 16 jaar 73,85 cent per hoofd te betalen, wat overeenkwam met een totaalbedrag van 73.850 Belgische frank. Na het verstrijken van deze termijn zou de Maatschappij zelfvoorzienend moeten zijn. Het slecht uitvoeren van dit contract op velerlei manieren leidde uiteindelijk tot het faillissement. Een vergadering op 5 december 1839 en een bijeenkomst van crediteuren op 18 maart 1840 resulteerden in het besluit tot stopzetting als er geen verdere betalingen zouden volgen.
Op 9 december 1840 vond de laatste vergadering plaats, waarbij een taxatie van de bezittingen werd uitgevoerd. De bezittingen werden gewaardeerd op 303.980 Belgische frank, tegenover een schuld van 1.908.084 Belgische frank. Na alle boekhoudkundige berekeningen in kaart te brengen resulteerde dit in een tekort van 1.219.173 Belgische frank. In de jaren daarna werd Wortel-Kolonie ontbonden. Een deel van de mensen ging naar het bedelaarsgesticht van Hoogstraten, een deel ging naar hun gemeente van oorsprong, en een deel bleef er gewoon wonen. Prins Frederik der Nederlanden nam in 1846 de kolonie over voor 500.000 Belgische frank en slaagde erin een aanzienlijk deel van de schulden af te betalen.
In 1847 werd aan de gemeente Wortel gevraagd om de kolonie te ontruimen. In een verslag van de gemeenteraad van 8 november 1847 staat te lezen dat er in de voorbije dagen dertig huishoudens uit de kolonie zijn gezet, waarvan er zeven in Wortel zijn gaan wonen. Voor twee grote gezinnen werd gemeentegrond gevraagd om een bescheiden woning te bouwen, namelijk aan de kruising van de wegen nr. 9 en 25, negen are groot, wijk A nr. 118 en te Zandbergen wijk B, nr. 523, grootte 10 are tegen de weg van Wortel naar Zondereigen. Of dit plan is doorgegaan, is onduidelijk. De ontruiming was sowieso van tijdelijke aard, want enkele jaren later, zeker vanaf 1852, zien we dat enkele huisjes weer bewoond zijn door mensen uit de eigen regio.
In 1862 trachtte de prins de gronden te verkopen, maar slaagde hier niet in vanwege een geschatte opbrengst van slechts 430.000 Belgische frank, wat als ontoereikend werd beschouwd. In 1864 werd een associatie in Ieper opgericht die besloot de gronden aan te kopen voor 578.000 Belgische frank. Na zes jaar droegen zij de gronden over aan het Rijk, aangezien het vruchtbaar maken van de gronden tegenviel. Ondertussen waren er weer lokale pachters aangetrokken. Al met al was het een droeve locatie, doorspekt met vervallen hoeven en spaarzame akkers. Pachters verzuimden dikwijls hun pachtgelden te voldoen, wat de sombere toestand van het landschap weerspiegelde.
Vanwege de wet van 1866 werd de kolonie weer relevant toen België een wet aannam tegen landloperij. Vier jaar later werd het gebied bij Wortel gekocht door de Belgische staat. Leopold Delobel, de directeur van het bedelaarsgesticht van Hoogstraten, werd de rentmeester namens de Belgische staat en moest de pachtgelden van de weinige pachters innen. In Nederland bleven de kolonies nog wel een tijd bestaan, maar ook daar werden de gestichten in 1875 ondergebracht bij het Ministerie van Justitie.

### Begin Landloperskolonie (1880)

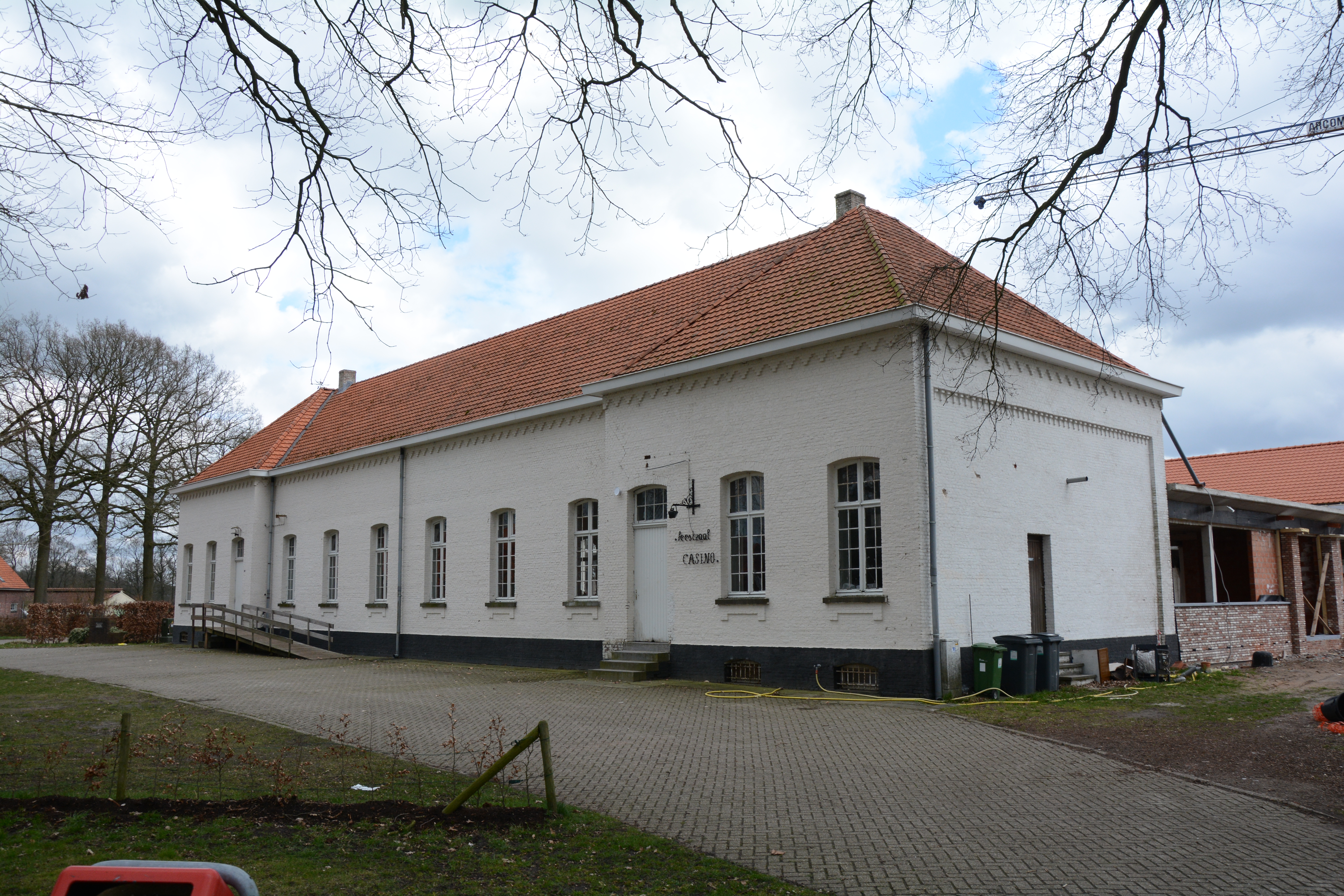
Het Casino in Wortel-Kolonie, café Bayerd

In 1881 werden er witte gevangenisgebouwen voor landlopers geplaatst, die er nog steeds staan. In 1929 werd de landloperskolonie in Wortel afgeschaft en kwamen de gebouwen leeg te staan. Zes jaar later werden de gebouwen gebruikt als psychiatrische inrichting. Tijdens de Tweede Wereldoorlog werden deze mensen overgeplaatst en in 1945 werden de gebouwen weer een inrichting voor landlopers. Pas in 1993 schafte België onder internationale druk haar wet tegen landloperij af. De landlopers in Wortel waren allemaal vrij om te gaan, maar een aantal besloot te blijven. Zo lang zelfs dat er in 2004 nog vier geïnterneerde landlopers over waren met een gemiddelde leeftijd van 64 jaar. Er waren in 2019 nog 2 landlopers die in een vleugel van een van de gebouwen wonen. In 2023 is de allerlaatste nog in leven. Het gebied is sinds 1999 een beschermd landschap en vrij te bewandelen, eventueel begeleid door natuurgidsen.

### Werelderfgoed
In 2018 werd een nominatiedossier bij de UNESCO in Parijs ingediend om de koloniën in België en Nederland uit te roepen tot werelderfgoed. Daar ging een jarenlange studie en voorbereiding aan vooraf, vooral omdat de zeven koloniën structureel los van elkaar waren blijven voortbestaan. Als "Koloniën van Weldadigheid" werd het voorstel in juli 2021 tijdens de 44e sessie van de Commissie voor het Werelderfgoed in Fuzhou weerhouden en werd dit cultureel erfgoed toegevoegd aan de UNESCO werelderfgoedlijst.
Het gebied rond het Bootjesven is Europees beschermd als onderdeel van Natura 2000-gebied 'Heesbossen, Vallei van Marke en Merkske en Ringven met valleigronden langs de Heerlese Loop'.

## Gevangenis
De gevangenis van Wortel doet dienst als strafhuis voor veroordeelden. Ze biedt plaats aan 295 mannelijke gedetineerden en omvat een gerenoveerd cellencomplex met een- of meerpersoonscellen. De gebouwen van de voormalige landloperkolonie werden bovendien gerenoveerd tot werkhuizen voor de gedetineerden.